# Afterburner (KMG forlystelse)
“Afterburner” er en type forlystelse, som er designet og fabrikeret af KMG.
Der plads til 24 personer i “Afterburners” seks gondoler, som er placeret for enden af en stor svingarm. Benene hænger frit og blafrer, når armen som et kæmpe pendul begynder at svinge frem og tilbage. Først stille og roligt, men når vinklen kommer  115 ° og gondolerne begynder at snurre rundt, nærmer kraften sig 5G.
“Afterburner” er bygget op af to sættevogne, og det tager ca. fem timer for tre personer at opsætte forlystelsen. Den er ca. 13,5 meter lang, 12,3 meter bred og 22 meter høj. Den kræver tilslutning til elektricitet ved 160 ampere/400 volt og har en kapacitet per ca. 750 personer per time.